# Meridiano 90 este
El meridiano 90 este es una línea de longitud que se extiende desde el Polo Norte atravesando el Océano Ártico, Asia, el Océano Índico, el Océano Antártico y la Antártida hasta el Polo Sur.
El meridiano 90 este forma un gran círculo con el meridiano 90 oeste.

## De Polo a Polo
Comenzando en el Polo Norte y dirigiéndose hacia el Polo Sur, el meridiano atraviesa:
| Coordenadas                      | País, territorio o mar | Notas                                                     |
| -------------------------------- | ---------------------- | --------------------------------------------------------- |
| 90°0′N 90°0′E / 90.000, 90.000   | Océano Ártico          |                                                           |
| 81°9′N 90°0′E / 81.150, 90.000   | Mar de Kara            | Pasando al oeste de la Isla Schmidt, Rusia                |
| 77°7′N 90°0′E / 77.117, 90.000   | Rusia                  | Islas Kirov                                               |
| 77°6′N 90°0′E / 77.100, 90.000   | Mar de Kara            |                                                           |
| 75°33′N 90°0′E / 75.550, 90.000  | Rusia                  |                                                           |
| 50°1′N 90°0′E / 50.017, 90.000   | Mongolia               | Provincia de Bayan-Ölgiy                                  |
| 47°53′N 90°0′E / 47.883, 90.000  | China                  | Sinkiang Qinghai Tíbet                                    |
| 28°19′N 90°0′E / 28.317, 90.000  | Bután                  |                                                           |
| 26°44′N 90°0′E / 26.733, 90.000  | India                  | Bengala Occidental Assam Megalaya                         |
| 25°16′N 90°0′E / 25.267, 90.000  | Bangladés              |                                                           |
| 21°59′N 90°0′E / 21.983, 90.000  | Océano Índico          |                                                           |
| 60°0′S 90°0′E / -60.000, 90.000  | Océano Antártico       |                                                           |
| 66°46′S 90°0′E / -66.767, 90.000 | Antártida              | Territorio Antártico Australiano, reclamado por Australia |